# Interlands Frans voetbalelftal 1920-1929

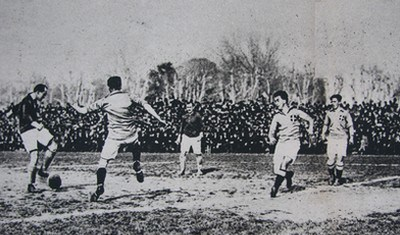
Frankrijk – Italië
20 februari 1931

Deze pagina toont een chronologisch en gedetailleerd overzicht van de interlands die het Frans voetbalelftal heeft gespeeld in de periode 1920 – 1929.

## Interlands

### 1920
|                                                                        | |       |                                                        |                                                                                   |
| 18 januari Vriendschappelijk № 38 «onderlinge duels» 15:00 uur (UTC+1) | Italië | 9 – 4 | Frankrijk                                              | Velodromo Sempione, Milaan Toeschouwers: 4.000 Scheidsrechter: John Forster (SUI) |
| 18 januari Vriendschappelijk № 38 «onderlinge duels» 15:00 uur (UTC+1) | Luigi Cevenini 18', 19' Ermanno Aebi 18', 70', 62' Guglielmo Brezzi 38', 52' Carlo Carcano 72' Guglielmo Brezzi 84' |       | 24' Paul Nicolas 28', 44' Henri Bard 87' Raymond Dubly | Velodromo Sempione, Milaan Toeschouwers: 4.000 Scheidsrechter: John Forster (SUI) |

|                                                                         |             |                                     |           |                                                                                   |
| 29 februari Vriendschappelijk № 39 «onderlinge duels» 15:00 uur (UTC+1) | Zwitserland | 0 – 2                               | Frankrijk | Parc des Sports, Genève Toeschouwers: 15.000 Scheidsrechter: Giovanni Mauro (ITA) |
| 29 februari Vriendschappelijk № 39 «onderlinge duels» 15:00 uur (UTC+1) |             | 43' Jules Devaquez 78' Paul Nicolas |           | Parc des Sports, Genève Toeschouwers: 15.000 Scheidsrechter: Giovanni Mauro (ITA) |

|                                                                      |                       |       |                    |                                                                                 |
| 28 maart Vriendschappelijk № 40 «onderlinge duels» 15:00 uur (UTC+1) | Frankrijk             | 2 – 1 | België             | Parc des Princes, Parijs Toeschouwers: 13.000 Scheidsrechter: Henry Child (ENG) |
| 28 maart Vriendschappelijk № 40 «onderlinge duels» 15:00 uur (UTC+1) | Paul Nicolas 16', 79' |       | 4' Honoré Vlamynck | Parc des Princes, Parijs Toeschouwers: 13.000 Scheidsrechter: Henry Child (ENG) |

|                                                                     |           |       |          |                                                                                      |
| 5 april Vriendschappelijk № 41 «onderlinge duels» 15:00 uur (UTC+1) | Frankrijk | 0 – 5 | Engeland | Stade des Bruyeres, Rouen Toeschouwers: 14.500 Scheidsrechter: Charles Barette (BEL) |
| 5 april Vriendschappelijk № 41 «onderlinge duels» 15:00 uur (UTC+1) |           | ?     |          | Stade des Bruyeres, Rouen Toeschouwers: 14.500 Scheidsrechter: Charles Barette (BEL) |

| Olympische Spelen 1920 |
| ---------------------- |

|                                                                                      |                                                |       |                      |                                                                                             |
| 29 augustus Olympische Spelen Eerste ronde № 42 «onderlinge duels» 15:30 uur (UTC+1) | Frankrijk                                      | 3 – 1 | Italië               | Olympisch Stadion, Antwerpen Toeschouwers: 10.000 Scheidsrechter: Henri Christophe (België) |
| 29 augustus Olympische Spelen Eerste ronde № 42 «onderlinge duels» 15:30 uur (UTC+1) | Jean Boyer 10' Paul Nicolas 14' Henri Bard 54' |       | 33' Guglielmo Brezzi | Olympisch Stadion, Antwerpen Toeschouwers: 10.000 Scheidsrechter: Henri Christophe (België) |

|                                                                                     |                                               |       |                |                                                                                     |
| 31 augustus Olympische Spelen Kwartfinale № 43 «onderlinge duels» 15:30 uur (UTC+1) | Tsjecho-Slowakije                             | 4 – 1 | Frankrijk      | Olympisch Stadion, Antwerpen Toeschouwers: 12.000 Scheidsrechter: Job Mutters (NED) |
| 31 augustus Olympische Spelen Kwartfinale № 43 «onderlinge duels» 15:30 uur (UTC+1) | Otakar Škvajn 18', 75', 87' Karel Steiner 70' |       | 79' Jean Boyer | Olympisch Stadion, Antwerpen Toeschouwers: 12.000 Scheidsrechter: Job Mutters (NED) |

|  |  |  |  |  |  |  |  |  |

### 1921
|                                                                      |                     |       |         |                                                                                       |
| 8 februari Vriendschappelijk № 44 «onderlinge duels» 14:45 uur (UTC) | Frankrijk           | 1 – 2 | Ierland | Parc des Princes, Parijs Toeschouwers: 15.000 Scheidsrechter: Raphaël Van Praag (BEL) |
| 8 februari Vriendschappelijk № 44 «onderlinge duels» 14:45 uur (UTC) | François Hugues 65' |       | ?       | Parc des Princes, Parijs Toeschouwers: 15.000 Scheidsrechter: Raphaël Van Praag (BEL) |

|                                                                       |                   |       |                                              |                                                                                        |
| 20 februari Vriendschappelijk № 45 «onderlinge duels» 14:30 uur (UTC) | Frankrijk         | 1 – 2 | Italië                                       | Stade de l'Huveaune, Marseille Toeschouwers: 10.000 Scheidsrechter: John Forster (SUI) |
| 20 februari Vriendschappelijk № 45 «onderlinge duels» 14:30 uur (UTC) | Emilien Devic 22' |       | 53' Luigi Cevenini 63' Aristodemo Santamaria | Stade de l'Huveaune, Marseille Toeschouwers: 10.000 Scheidsrechter: John Forster (SUI) |

|                                                                   |                                                                   |       |                    |                                                                        |
| 6 maart Vriendschappelijk № 46 «onderlinge duels» 15:00 uur (UTC) | België                                                            | 3 – 1 | Frankrijk          | La Butte, Vorst Toeschouwers: 20.000 Scheidsrechter: Job Mutters (NED) |
| 6 maart Vriendschappelijk № 46 «onderlinge duels» 15:00 uur (UTC) | Mathieu Bragard 52' Louis Van Hege 60' (pen.) Mathieu Bragard 75' |       | 63' Jules Devaquez | La Butte, Vorst Toeschouwers: 20.000 Scheidsrechter: Job Mutters (NED) |

|                                                                   |                                  |       |          |                                                                                    |
| 5 mei Vriendschappelijk № 47 «onderlinge duels» 15:30 uur (UTC+1) | Frankrijk                        | 2 – 1 | Engeland | Stade Pershing, Parijs Toeschouwers: 30.000 Scheidsrechter: Henri Christophe (BEL) |
| 5 mei Vriendschappelijk № 47 «onderlinge duels» 15:30 uur (UTC+1) | Jules Devaquez 6' Jean Boyer 67' |       | ?        | Stade Pershing, Parijs Toeschouwers: 30.000 Scheidsrechter: Henri Christophe (BEL) |

|                                                                       |           |                                                      |           |                                                              |
| 13 november Vriendschappelijk № 48 «onderlinge duels» 14:30 uur (UTC) | Frankrijk | 0 – 5                                                | Nederland | Stade Pershing, Parijs Scheidsrechter: Charles Barette (BEL) |
| 13 november Vriendschappelijk № 48 «onderlinge duels» 14:30 uur (UTC) |           | 30', 52', 87' Jan van Gendt 69', 85' Harry Rodermond |           | Stade Pershing, Parijs Scheidsrechter: Charles Barette (BEL) |

### 1922
|                                                                      |                                      |       |                    |                                                                                               |
| 15 januari Vriendschappelijk № 49 «onderlinge duels» 14:15 uur (UTC) | Frankrijk                            | 2 – 1 | België             | Stade Olympique de Colombes, Colombes Toeschouwers: 18.000 Scheidsrechter: A.E. Edwards (ENG) |
| 15 januari Vriendschappelijk № 49 «onderlinge duels» 14:15 uur (UTC) | Louis Darques 50' Jules Devaquez 67' |       | 35' Georges Michel | Stade Olympique de Colombes, Colombes Toeschouwers: 18.000 Scheidsrechter: A.E. Edwards (ENG) |

|                                                                      |           |                                                               |        |                                                                                              |
| 30 april Vriendschappelijk № 50 «onderlinge duels» 15:00 uur (UTC+1) | Frankrijk | 0 – 4                                                         | Spanje | Stade Sainte-Germaine, Bordeaux Toeschouwers: 10.000 Scheidsrechter: Raphaël Van Praag (BEL) |
| 30 april Vriendschappelijk № 50 «onderlinge duels» 15:00 uur (UTC+1) |           | 20' Paulino Alcántara 27' Paulino Alcántara 33', 35' Travieso |        | Stade Sainte-Germaine, Bordeaux Toeschouwers: 10.000 Scheidsrechter: Raphaël Van Praag (BEL) |

### 1923
|                                                                      |                                                            |       |           |                                                                                             |
| 28 januari Vriendschappelijk № 51 «onderlinge duels» 15:30 uur (UTC) | Spanje                                                     | 3 – 0 | Frankrijk | Estadio de Atocha, San Sebastián Toeschouwers: 15.563 Scheidsrechter: Charles Barette (BEL) |
| 28 januari Vriendschappelijk № 51 «onderlinge duels» 15:30 uur (UTC) | Juan Monjardín 11' José Luis Zabala 42' Juan Monjardín 83' |       |           | Estadio de Atocha, San Sebastián Toeschouwers: 15.563 Scheidsrechter: Charles Barette (BEL) |

|                                                                       |                                             |       |                     |                                                                         |
| 25 februari Vriendschappelijk № 52 «onderlinge duels» 15:00 uur (UTC) | België                                      | 4 – 1 | Frankrijk           | La Butte, Vorst Toeschouwers: 27.000 Scheidsrechter: Claud Newman (ENG) |
| 25 februari Vriendschappelijk № 52 «onderlinge duels» 15:00 uur (UTC) | Maurice Gillis 28', &7' Rik Larnoe 36', 61' |       | 57' Gérard Isbecque | La Butte, Vorst Toeschouwers: 27.000 Scheidsrechter: Claud Newman (ENG) |

|                                                                        |                                                                                                   |       |                |                                                                                               |
| 2 april Vriendschappelijk № 53 «onderlinge duels» 14:30 uur (UTC+0:20) | Nederland                                                                                         | 8 – 1 | Frankrijk      | Het Nederlandsch Sportpark, Amsterdam Toeschouwers: 30.000 Scheidsrechter: Einer Ulrich (DEN) |
| 2 april Vriendschappelijk № 53 «onderlinge duels» 14:30 uur (UTC+0:20) | Wim Roetert 1', 18' Evert van Linge 15', 55' Jaap Bulder 44' Wim Addicks 53', 81' Jaap Bulder 86' |       | 82' Henri Bard | Het Nederlandsch Sportpark, Amsterdam Toeschouwers: 30.000 Scheidsrechter: Einer Ulrich (DEN) |

|                                                                    |                                    |       |                            |                                                                                   |
| 22 april Vriendschappelijk № 54 «onderlinge duels» 15:00 uur (UTC) | Frankrijk                          | 2 – 2 | Zwitserland                | Stade Pershing, Parijs Toeschouwers: 20.000 Scheidsrechter: William Musther (ENG) |
| 22 april Vriendschappelijk № 54 «onderlinge duels» 15:00 uur (UTC) | Raymond Dubly 37' Paul Nicolas 61' |       | 17', 27' Robert Afflerbach | Stade Pershing, Parijs Toeschouwers: 20.000 Scheidsrechter: William Musther (ENG) |

|                                                                  |                    |       |                                                          |                                                                                   |
| 10 mei Vriendschappelijk № 55 «onderlinge duels» 15:00 uur (UTC) | Frankrijk          | 1 – 4 | Engeland                                                 | Stade Pershing, Parijs Toeschouwers: 30.000 Scheidsrechter: Charles Barette (BEL) |
| 10 mei Vriendschappelijk № 55 «onderlinge duels» 15:00 uur (UTC) | Jules Devaquez 89' |       | 9', 84' Jackie Hegan 35' Charlie Buchan 55' Norman Creek | Stade Pershing, Parijs Toeschouwers: 30.000 Scheidsrechter: Charles Barette (BEL) |

|                                                                      |           |                                     |           |                                                                                  |
| 28 oktober Vriendschappelijk № 56 «onderlinge duels» 14:30 uur (UTC) | Frankrijk | 0 – 2                               | Noorwegen | Parc des Princes, Parijs Toeschouwers: 12.000 Scheidsrechter: Percy Walton (ENG) |
| 28 oktober Vriendschappelijk № 56 «onderlinge duels» 14:30 uur (UTC) |           | 12' Einar Wilhelms 18' Finn Berstad |           | Parc des Princes, Parijs Toeschouwers: 12.000 Scheidsrechter: Percy Walton (ENG) |

### 1924
|                                                                      |                                    |       |        |                                                                               |
| 13 januari Vriendschappelijk № 57 «onderlinge duels» 14:00 uur (UTC) | Frankrijk                          | 2 – 0 | België | Stade Buffalo, Montrouge Toeschouwers: 30.000 Scheidsrechter: Tom Small (SCO) |
| 13 januari Vriendschappelijk № 57 «onderlinge duels» 14:00 uur (UTC) | Ernest Gross 43' Albert Rénier 49' |       |        | Stade Buffalo, Montrouge Toeschouwers: 30.000 Scheidsrechter: Tom Small (SCO) |

|                                                                      |                                                      |       |           |                                                                                   |
| 23 maart Vriendschappelijk № 58 «onderlinge duels» 15:00 uur (UTC+1) | Zwitserland                                          | 3 – 0 | Frankrijk | Parc des Sports, Genève Toeschouwers: 15.000 Scheidsrechter: Umberto Meazza (ITA) |
| 23 maart Vriendschappelijk № 58 «onderlinge duels» 15:00 uur (UTC+1) | Edmond Kramer 8' Walter Dietrich 9' Robert Pache 60' |       |           | Parc des Sports, Genève Toeschouwers: 15.000 Scheidsrechter: Umberto Meazza (ITA) |

|                                                                    |                    |       |                                                                  |                                                                                  |
| 17 mei Vriendschappelijk № 59 «onderlinge duels» 15:30 uur (UTC+1) | Frankrijk          | 1 – 3 | Engeland                                                         | Stade Pershing, Parijs Toeschouwers: 20.000 Scheidsrechter: Willem Eijmers (NED) |
| 17 mei Vriendschappelijk № 59 «onderlinge duels» 15:30 uur (UTC+1) | Jules Devaquez 58' |       | 25' Vivian Gibbins 40' Vivian Gibbins 83' (e.d.) Édouard Baumann | Stade Pershing, Parijs Toeschouwers: 20.000 Scheidsrechter: Willem Eijmers (NED) |

| Olympische Spelen 1924 |
| ---------------------- |

|                                                                                   |                                                                                  |       |         |                                                                                                 |
| 27 mei Olympische Spelen Achtste finale № 60 «onderlinge duels» 17:00 uur (UTC+1) | Frankrijk                                                                        | 7 – 0 | Letland | Stade de Paris, Saint-Ouen-sur-Seine Toeschouwers: 5.145 Scheidsrechter: Henri Christophe (BEL) |
| 27 mei Olympische Spelen Achtste finale № 60 «onderlinge duels» 17:00 uur (UTC+1) | Édouard Crut 17', 50' Paul Nicolas 25' Édouard Crut 28', 55' Jean Boyer 71', 87' |       |         | Stade de Paris, Saint-Ouen-sur-Seine Toeschouwers: 5.145 Scheidsrechter: Henri Christophe (BEL) |

|                                                                                |                  |       |         |                                                                                               |
| 1 juni Olympische Spelen Kwartfinale № 61 «onderlinge duels» 16:00 uur (UTC+1) | Frankrijk        | 1 – 5 | Uruguay | Stade Olympique de Colombes, Colombes Toeschouwers: 30.868 Scheidsrechter: Per Andersen (NOR) |
| 1 juni Olympische Spelen Kwartfinale № 61 «onderlinge duels» 16:00 uur (UTC+1) | Paul Nicolas 12' |       | ?       | Stade Olympique de Colombes, Colombes Toeschouwers: 30.868 Scheidsrechter: Per Andersen (NOR) |

|  |  |  |  |  |  |  |  |  |

|                                                                    |           |                        |           |                                                                                          |
| 4 juni Vriendschappelijk № 62 «onderlinge duels» 17:30 uur (UTC+1) | Frankrijk | 0 – 1                  | Hongarije | Stade de la Cavée Verte, Le Havre Toeschouwers: 5.000 Scheidsrechter: Félix Herren (SUI) |
| 4 juni Vriendschappelijk № 62 «onderlinge duels» 17:30 uur (UTC+1) |           | 25' József Eisenhoffer |           | Stade de la Cavée Verte, Le Havre Toeschouwers: 5.000 Scheidsrechter: Félix Herren (SUI) |

|                                                                       |                                                          |       |           |                                                                                             |
| 11 november Vriendschappelijk № 63 «onderlinge duels» 14:15 uur (UTC) | België                                                   | 3 – 0 | Frankrijk | Daringstadion, Sint-Jans-Molenbeek Toeschouwers: 27.000 Scheidsrechter: Ruben Gelbord (SWE) |
| 11 november Vriendschappelijk № 63 «onderlinge duels» 14:15 uur (UTC) | Pierre Braine 2' Georges De Spae 47' Georges De Spae 52' |       |           | Daringstadion, Sint-Jans-Molenbeek Toeschouwers: 27.000 Scheidsrechter: Ruben Gelbord (SWE) |

### 1925
|                                                                      | |       |           |                                                                                                 |
| 22 maart Vriendschappelijk № 64 «onderlinge duels» 14:30 uur (UTC+1) | Italië                                                                                               | 7 – 0 | Frankrijk | Stadio di Corso Marsiglia, Turijn Toeschouwers: 15.000 Scheidsrechter: Heinrich Retschury (AUT) |
| 22 maart Vriendschappelijk № 64 «onderlinge duels» 14:30 uur (UTC+1) | Leopoldo Conti 4' Adolfo Baloncieri 47', 59' Virgilio Levratto 52', 88' Giovanni Moscardini 65', 78' |       |           | Stadio di Corso Marsiglia, Turijn Toeschouwers: 15.000 Scheidsrechter: Heinrich Retschury (AUT) |

|                                                                      |           |                                                                     |            |                                                                                   |
| 19 april Vriendschappelijk № 65 «onderlinge duels» 15:00 uur (UTC+1) | Frankrijk | 0 – 4                                                               | Oostenrijk | Stade Pershing, Parijs Toeschouwers: 25.000 Scheidsrechter: Antonio Scamoni (ITA) |
| 19 april Vriendschappelijk № 65 «onderlinge duels» 15:00 uur (UTC+1) |           | 11', 27' Ferdinand Swatosch 22' Gustav Wieser 84' Wilhelm Morocutti |            | Stade Pershing, Parijs Toeschouwers: 25.000 Scheidsrechter: Antonio Scamoni (ITA) |

|                                                                    |                                   |       |                                                                     | |
| 21 mei Vriendschappelijk № 66 «onderlinge duels» 15:30 uur (UTC+1) | Frankrijk                         | 2 – 3 | Engeland                                                            | Stade Olympique de Colombes, Colombes Toeschouwers: 35.000 Scheidsrechter: Theo van Zwieteren (NED) |
| 21 mei Vriendschappelijk № 66 «onderlinge duels» 15:30 uur (UTC+1) | Jean Boyer 62' Jules Devaquez 75' |       | 23' Vivian Gibbins 46' (e.d.) Philippe Bonnardel 50' Arthur Dorrell | Stade Olympique de Colombes, Colombes Toeschouwers: 35.000 Scheidsrechter: Theo van Zwieteren (NED) |

### 1926
|                                                                    |                                                              |       |                                                          |                                                                                     |
| 11 april Vriendschappelijk № 67 «onderlinge duels» 15:00 uur (UTC) | Frankrijk                                                    | 4 – 3 | België                                                   | Stade Pershing, Parijs Toeschouwers: 23.000 Scheidsrechter: Albert Prince-Cox (ENG) |
| 11 april Vriendschappelijk № 67 «onderlinge duels» 15:00 uur (UTC) | Jules Devaquez 17' Édouard Crut 33', 59' Edmond Leveugle 40' |       | 60' Michel Vanderbauwhede 82' Ivan Thys 89' Gerard Devos | Stade Pershing, Parijs Toeschouwers: 23.000 Scheidsrechter: Albert Prince-Cox (ENG) |

|                                                                      |                                                                             |       |                                       |                                                                                          |
| 18 april Vriendschappelijk № 68 «onderlinge duels» 15:00 uur (UTC+1) | Frankrijk                                                                   | 4 – 2 | Portugal                              | Stade des Ponts Jumeaux, Toulouse Toeschouwers: 16.000 Scheidsrechter: Ed Dizerens (SUI) |
| 18 april Vriendschappelijk № 68 «onderlinge duels» 15:00 uur (UTC+1) | Henri Salvano 16' Fernand Brunel 40' Georges Bonello 56' Fernand Brunel 65' |       | 35' Augusto Silva 86' João dos Santos | Stade des Ponts Jumeaux, Toulouse Toeschouwers: 16.000 Scheidsrechter: Ed Dizerens (SUI) |

|                                                                      |                  |       |             |                                                                                                |
| 25 april Vriendschappelijk № 69 «onderlinge duels» 15:30 uur (UTC+1) | Frankrijk        | 1 – 0 | Zwitserland | Stade Olympique de Colombes, Colombes Toeschouwers: 15.000 Scheidsrechter: Bruno Bellini (ITA) |
| 25 april Vriendschappelijk № 69 «onderlinge duels» 15:30 uur (UTC+1) | Paul Nicolas 12' |       |             | Stade Olympique de Colombes, Colombes Toeschouwers: 15.000 Scheidsrechter: Bruno Bellini (ITA) |

|                                                                    |                                                               |       |           |                                                                                           |
| 30 mei Vriendschappelijk № 70 «onderlinge duels» 17:00 uur (UTC+1) | Oostenrijk                                                    | 4 – 1 | Frankrijk | Simmeringer Sportplatz, Wenen Toeschouwers: 25.000 Scheidsrechter: František Cejnar (TCH) |
| 30 mei Vriendschappelijk № 70 «onderlinge duels» 17:00 uur (UTC+1) | Rudolf Hanel 16' Ferdinand Wesely 61', 89' Robert Juranic 65' |       |           | Simmeringer Sportplatz, Wenen Toeschouwers: 25.000 Scheidsrechter: František Cejnar (TCH) |

|                                                                     |                                               |       |                   |                                                                                            |
| 13 juni Vriendschappelijk № 71 «onderlinge duels» 16:00 uur (UTC+1) | Frankrijk                                     | 4 – 1 | Joegoslavië       | Stade Olympique de Colombes, Colombes Toeschouwers: 12.000 Scheidsrechter: Paul Putz (BEL) |
| 13 juni Vriendschappelijk № 71 «onderlinge duels» 16:00 uur (UTC+1) | Maurice Gallay 16' Paul Nicolas 17', 37', 61' |       | 25' Mirko Bonačić | Stade Olympique de Colombes, Colombes Toeschouwers: 12.000 Scheidsrechter: Paul Putz (BEL) |

|                                                                     |                                        |       |                                     |                                                                                                |
| 20 juni Vriendschappelijk № 72 «onderlinge duels» 16:30 uur (UTC+1) | België                                 | 2 – 2 | Frankrijk                           | Stade à Molenbeek-Saint-Jean, Brussel Toeschouwers: 35.000 Scheidsrechter: William Lucas (ENG) |
| 20 juni Vriendschappelijk № 72 «onderlinge duels» 16:30 uur (UTC+1) | Maurice Gillis 32' Ferdinand Adams 71' |       | 3' Robert Accard 89' Jules Devaquez | Stade à Molenbeek-Saint-Jean, Brussel Toeschouwers: 35.000 Scheidsrechter: William Lucas (ENG) |

### 1927
|                                                                      |                                           |       |           |                                                                                            |
| 16 maart Vriendschappelijk № 73 «onderlinge duels» 16:30 uur (UTC+1) | Portugal                                  | 4 – 0 | Frankrijk | Estádio do Lumiar, Lissabon Toeschouwers: 15.000 Scheidsrechter: Luis Colina Álvarez (ESP) |
| 16 maart Vriendschappelijk № 73 «onderlinge duels» 16:30 uur (UTC+1) | Pepe Soares 7', 44' José Martins 49', 74' |       |           | Estádio do Lumiar, Lissabon Toeschouwers: 15.000 Scheidsrechter: Luis Colina Álvarez (ESP) |

|                                                                      |                                             |       |                                             | |
| 24 april Vriendschappelijk № 74 «onderlinge duels» 15:00 uur (UTC+1) | Frankrijk                                   | 3 – 3 | Italië                                      | Stade Olympique de Colombes, Colombes Toeschouwers: 35.000 Scheidsrechter: Albert Prince-Cox (ENG) |
| 24 april Vriendschappelijk № 74 «onderlinge duels» 15:00 uur (UTC+1) | Georges Taisne 16', 52' Julien Sotiault 89' |       | 29', 36' Julio Libonatti 75' Leopoldo Conti | Stade Olympique de Colombes, Colombes Toeschouwers: 35.000 Scheidsrechter: Albert Prince-Cox (ENG) |

|                                                                    |                |       |                                                                           |                                                                                                  |
| 22 mei Vriendschappelijk № 75 «onderlinge duels» 15:00 uur (UTC+1) | Frankrijk      | 1 – 4 | Spanje                                                                    | Stade Olympique de Colombes, Colombes Toeschouwers: 25.000 Scheidsrechter: Harry Kingscott (ENG) |
| 22 mei Vriendschappelijk № 75 «onderlinge duels» 15:00 uur (UTC+1) | Jean Boyer 22' |       | 23' (pen.), 75' (pen.) Domingo Zaldúa 27' José María Yermo 68' Luis Olaso | Stade Olympique de Colombes, Colombes Toeschouwers: 25.000 Scheidsrechter: Harry Kingscott (ENG) |

|                                                                    |           |                                                                                   |          |                                                                                              |
| 26 mei Vriendschappelijk № 76 «onderlinge duels» 15:00 uur (UTC+1) | Frankrijk | 0 – 6                                                                             | Engeland | Stade Olympique de Colombes, Colombes Toeschouwers: 25.000 Scheidsrechter: Henri Maeck (BEL) |
| 26 mei Vriendschappelijk № 76 «onderlinge duels» 15:00 uur (UTC+1) |           | 4', 50' George Brown 24', 75' Billy Dean 55' (e.d.) André Rollet 87' Arthur Rigby |          | Stade Olympique de Colombes, Colombes Toeschouwers: 25.000 Scheidsrechter: Henri Maeck (BEL) |

|                                                                     | |        |                    |                                                                                   |
| 12 juni Vriendschappelijk № 77 «onderlinge duels» 17:30 uur (UTC+1) | Hongarije | 13 – 1 | Frankrijk          | Üllői út, Boedapest Toeschouwers: 20.000 Scheidsrechter: Heinrich Retschury (AUT) |
| 12 juni Vriendschappelijk № 77 «onderlinge duels» 17:30 uur (UTC+1) | József Takács 17', 41', 51', 60', 83', 85' György Orth 25', 26' György Skvarek 30', 88' Vilmos Kohut 32', 62' Jules Devaquez 78' (e.d.) |        | 80' Jules Devaquez | Üllői út, Boedapest Toeschouwers: 20.000 Scheidsrechter: Heinrich Retschury (AUT) |

### 1928
|                                                                       |                                              |       |               |                                                                                |
| 21 februari Vriendschappelijk № 78 «onderlinge duels» 14:30 uur (UTC) | Frankrijk                                    | 4 – 0 | Noord-Ierland | Stade Buffalo, Montrouge Toeschouwers: 27.000 Scheidsrechter: Paul Ruoff (SUI) |
| 21 februari Vriendschappelijk № 78 «onderlinge duels» 14:30 uur (UTC) | Paul Nicolas 8', 27', 35' Georges Ouvray 88' |       |               | Stade Buffalo, Montrouge Toeschouwers: 27.000 Scheidsrechter: Paul Ruoff (SUI) |

|                                                                      |                                               |       |                                                     |                                                                                                 |
| 11 maart Vriendschappelijk № 79 «onderlinge duels» 15:00 uur (UTC+1) | Zwitserland                                   | 4 – 3 | Frankrijk                                           | Stade Olympique de la Pontaise, Lausanne Toeschouwers: 18.000 Scheidsrechter: Job Mutters (NED) |
| 11 maart Vriendschappelijk № 79 «onderlinge duels» 15:00 uur (UTC+1) | Willy Jäggi 18', 22', 49' Jacques Romberg 40' |       | 61' Guillaume Lieb 80' René Seyler 89' Paul Nicolas | Stade Olympique de la Pontaise, Lausanne Toeschouwers: 18.000 Scheidsrechter: Job Mutters (NED) |

|                                                                      |                         |       |                                                           | |
| 15 april Vriendschappelijk № 80 «onderlinge duels» 15:00 uur (UTC+1) | Frankrijk               | 2 – 3 | België                                                    | Stade olympique Yves-du-Manoir, Colombes Toeschouwers: 25.000 Scheidsrechter: Albert Prince-Cox (ENG) |
| 15 april Vriendschappelijk № 80 «onderlinge duels» 15:00 uur (UTC+1) | Charles Bardot 44', 66' |       | 5' Bernard Voorhoof 26' Raymond Braine 73' Raymond Braine | Stade olympique Yves-du-Manoir, Colombes Toeschouwers: 25.000 Scheidsrechter: Albert Prince-Cox (ENG) |

|                                                                      |                  |       |                     |                                                                                  |
| 29 april Vriendschappelijk № 81 «onderlinge duels» 15:00 uur (UTC+1) | Frankrijk        | 1 – 1 | Portugal            | Parc des Princes, Parijs Toeschouwers: 25.000 Scheidsrechter: Stanley Rous (ENG) |
| 29 april Vriendschappelijk № 81 «onderlinge duels» 15:00 uur (UTC+1) | Paul Nicolas 44' |       | 24' Armando Martins | Parc des Princes, Parijs Toeschouwers: 25.000 Scheidsrechter: Stanley Rous (ENG) |

|                                                                    |           |                     |                   | |
| 13 mei Vriendschappelijk № 82 «onderlinge duels» 15:00 uur (UTC+1) | Frankrijk | 0 – 2               | Tsjecho-Slowakije | Stade olympique Yves-du-Manoir, Colombes Toeschouwers: 19.000 Scheidsrechter: Henri Christophe (BEL) |
| 13 mei Vriendschappelijk № 82 «onderlinge duels» 15:00 uur (UTC+1) |           | 2', 57' Antonín Puč |                   | Stade olympique Yves-du-Manoir, Colombes Toeschouwers: 19.000 Scheidsrechter: Henri Christophe (BEL) |

|                                                                    |                     |       |                                                                                |                                                                                                 |
| 17 mei Vriendschappelijk № 83 «onderlinge duels» 15:00 uur (UTC+1) | Frankrijk           | 1 – 5 | Engeland                                                                       | Stade olympique Yves-du-Manoir, Colombes Toeschouwers: 40.000 Scheidsrechter: Adolf Miesz (AUT) |
| 17 mei Vriendschappelijk № 83 «onderlinge duels» 15:00 uur (UTC+1) | Marcel Langiller 2' |       | 21' George Stephenson 23' David Jack 27', 64' Billy Dean 80' George Stephenson | Stade olympique Yves-du-Manoir, Colombes Toeschouwers: 40.000 Scheidsrechter: Adolf Miesz (AUT) |

| Olympische Spelen 1928 |
| ---------------------- |

|                                                                                      |                                                        |       |                                                                                  |                                                                                         |
| 29 mei Olympische Spelen Achtste finale № 84 «onderlinge duels» 14:00 uur (UTC+1:20) | Frankrijk                                              | 3 – 4 | Italië                                                                           | Olympisch Stadion, Amsterdam Toeschouwers: 2.509 Scheidsrechter: Henri Christophe (BEL) |
| 29 mei Olympische Spelen Achtste finale № 84 «onderlinge duels» 14:00 uur (UTC+1:20) | Juste Brouzes 15' Juste Brouzes 17' Robert Dauphin 61' |       | 19' Gino Rossetti 39' Virgilio Levratto 43' Elvio Banchero 60' Adolfo Baloncieri | Olympisch Stadion, Amsterdam Toeschouwers: 2.509 Scheidsrechter: Henri Christophe (BEL) |

|  |  |  |  |  |  |  |  |  |

### 1929
|                                                                       |                                                               |       |           |                                                                                                |
| 24 februari Vriendschappelijk № 85 «onderlinge duels» 14:30 uur (UTC) | Frankrijk                                                     | 3 – 0 | Hongarije | Stade olympique Yves-du-Manoir, Colombes Toeschouwers: 20.000 Scheidsrechter: Paul Ruoff (SUI) |
| 24 februari Vriendschappelijk № 85 «onderlinge duels» 14:30 uur (UTC) | Maurice Banide 23' Paul Nicolas 25' Guillaume Lieb 33' (pen.) |       |           | Stade olympique Yves-du-Manoir, Colombes Toeschouwers: 20.000 Scheidsrechter: Paul Ruoff (SUI) |

|                                                                    |                                   |       |          | |
| 24 maart Vriendschappelijk № 86 «onderlinge duels» 15:00 uur (UTC) | Frankrijk                         | 2 – 0 | Portugal | Stade olympique Yves-du-Manoir, Colombes Toeschouwers: 25.000 Scheidsrechter: Raphaël Van Praag (BEL) |
| 24 maart Vriendschappelijk № 86 «onderlinge duels» 15:00 uur (UTC) | Paul Nicolas 49' Marcel Galey 80' |       |          | Stade olympique Yves-du-Manoir, Colombes Toeschouwers: 25.000 Scheidsrechter: Raphaël Van Praag (BEL) |

|                                                                    |                                                                                     |       |                    |                                                                                        |
| 14 april Vriendschappelijk № 87 «onderlinge duels» 16:30 uur (UTC) | Spanje                                                                              | 8 – 1 | Frankrijk          | Estadio Torrero, Zaragoza Toeschouwers: 15.000 Scheidsrechter: Albert Prince-Cox (ENG) |
| 14 april Vriendschappelijk № 87 «onderlinge duels» 16:30 uur (UTC) | Paco Bienzobas 6', 60' (pen.) Gaspar Rubio 40', 56', 77', 81' Seve Goiburu 73', 80' |       | 86' Émile Veinante | Estadio Torrero, Zaragoza Toeschouwers: 15.000 Scheidsrechter: Albert Prince-Cox (ENG) |

|                                                                   |                    |       |                                             |                                                                                                 |
| 9 mei Vriendschappelijk № 88 «onderlinge duels» 15:00 uur (UTC+1) | Frankrijk          | 1 – 4 | Engeland                                    | Stade olympique Yves-du-Manoir, Colombes Toeschouwers: 35.000 Scheidsrechter: Louis Baert (BEL) |
| 9 mei Vriendschappelijk № 88 «onderlinge duels» 15:00 uur (UTC+1) | Jules Devaquez 54' |       | 35', 68' Edgar Kail 59', 86' George Camsell | Stade olympique Yves-du-Manoir, Colombes Toeschouwers: 35.000 Scheidsrechter: Louis Baert (BEL) |

|                                                                    |                  |       |                                                          |                                                                                                |
| 19 mei Vriendschappelijk № 89 «onderlinge duels» 15:00 uur (UTC+1) | Frankrijk        | 1 – 3 | Joegoslavië                                              | Stade olympique Yves-du-Manoir, Colombes Toeschouwers: 15.000 Scheidsrechter: Paul Ruoff (SUI) |
| 19 mei Vriendschappelijk № 89 «onderlinge duels» 15:00 uur (UTC+1) | André Cheuva 63' |       | 25' Ivan Hitrec 39' Blagoje Marjanović 75' Vlado Lajnert | Stade olympique Yves-du-Manoir, Colombes Toeschouwers: 15.000 Scheidsrechter: Paul Ruoff (SUI) |

|                                                                    |                                                                    |       |                    |                                                                                            |
| 26 mei Vriendschappelijk № 90 «onderlinge duels» 16:00 uur (UTC+1) | België                                                             | 4 – 1 | Frankrijk          | Stade Vélodrome de Rocourt, Rocourt Toeschouwers: 20.000 Scheidsrechter: René Mercet (SUI) |
| 26 mei Vriendschappelijk № 90 «onderlinge duels» 16:00 uur (UTC+1) | Michel Vanderbauwhede 6' Raymond Braine 10' Désiré Bastin 49', 74' |       | 81' Jules Devaquez | Stade Vélodrome de Rocourt, Rocourt Toeschouwers: 20.000 Scheidsrechter: René Mercet (SUI) |

FFF · A-internationals · Selecties · Bondscoaches · Frans vrouwenelftal · Olympisch elftal · Frankrijk U21 · Frankrijk U20 · Frankrijk U19 · Frankrijk U18 · Frankrijk U17 · Frankrijk U16 · Vrouwen U17
1904 – 1919 ·
1920 – 1929 ·
1930 – 1939 ·
1940 – 1949 ·
1950 – 1959 ·
1960 – 1969 ·
1970 – 1979 ·
1980 – 1989 ·
1990 – 1999 ·
2000 – 2009 ·
2010 – 2019 ·
2020 – 2029
EK's: 1984 · 
1992 · 
1996 · 
2000 · 
2004 · 
2008 · 
2012 · 
2016 · 
2020 · 
2024
WK's: 1930 · 
1934 · 
1938 · 
1954 · 
1958 · 
1966 · 
1978 · 
1982 · 
1986 · 
1998 · 
2002 · 
2006 · 
2010 · 
2014 · 
2018 · 
2022
OS: 1900 · 
1908 · 
1920 · 
1924 · 
1948 · 
1952 · 
1960 · 
1968 · 
1976 · 
1984 · 
1996 · 
2020
1904 · 
1905 · 
1906 · 
1907 · 
1908 · 
1909 · 
1910 · 
1911 · 
1912 · 
1913 · 
1914 · 
1915 · 1916 · 1917 · 1918 · 
1919 · 
1920 · 
1921 · 
1922 · 
1923 · 
1924 · 
1925 · 
1926 · 
1927 · 
1928 · 
1929 · 
1930 · 
1931 · 
1932 · 
1933 · 
1934 · 
1935 · 
1936 · 
1937 · 
1938 · 
1939 · 
1940 · 1941  · 
1942 · 
1943 · 1944  · 
1945 · 
1946 · 
1947 · 
1948 · 
1949 · 
1950 · 
1951 · 
1952 · 
1953 · 
1954 · 
1955 · 
1956 · 
1957 · 
1958 · 
1959 ·
1960 · 
1961 · 
1962 · 
1963 · 
1964 · 
1965 · 
1966 · 
1967 · 
1968 · 
1969 ·
1970 · 
1971 · 
1972 · 
1973 · 
1974 · 
1975 · 
1976 · 
1977 · 
1978 · 
1979 ·
1980 · 
1981 · 
1982 · 
1983 · 
1984 · 
1985 · 
1986 · 
1987 · 
1988 · 
1989 · 
1990 · 
1991 · 
1992 · 
1993 · 
1994 · 
1995 · 
1996 · 
1997 · 
1998 · 
1999 · 
2000 · 
2001 · 
2002 · 
2003 · 
2004 · 
2005 · 
2006 · 
2007 · 
2008 · 
2009 · 
2010 · 
2011 · 
2012 · 
2013 · 
2014 · 
2015 · 
2016 · 
2017 · 
2018 ·
2019 ·
2020 ·
2021 ·
2022 ·
2023
Albanië ·
Algerije ·
Andorra ·
Argentinië ·
Armenië ·
Australië ·
Azerbeidzjan ·
België ·
Bolivia ·
Bosnië en Herzegovina ·
Brazilië ·
Bulgarije ·
Canada ·
Chili ·
China ·
Colombia ·
Costa Rica ·
Cyprus ·
Denemarken ·
Duitse Democratische Republiek ·
Duitsland ·
Ecuador ·
Egypte ·
Engeland ·
Estland ·
Faeröer ·
Finland ·
Georgië ·
Gibraltar ·
Griekenland ·
Honduras ·
Hongarije ·
Ierland ·
IJsland ·
Iran ·
Israël ·
Italië ·
Ivoorkust ·
Jamaica ·
Japan ·
Joegoslavië ·
Kameroen ·
Kazachstan ·
Koeweit ·
Kroatië ·
Letland ·
Litouwen ·
Luxemburg ·
Malta ·
Marokko ·
Mexico ·
Moldavië ·
Nederland ·
Nieuw-Zeeland ·
Nigeria ·
Noord-Ierland ·
Noorwegen ·
Oekraïne ·
Oostenrijk ·
Paraguay ·
Peru · 
Polen ·
Portugal ·
Roemenië ·
Rusland ·
Saoedi-Arabië ·
Schotland ·
Senegal ·
Servië ·
Slovenië ·
Slowakije ·
Sovjet-Unie ·
Spanje ·
Togo ·
Tsjechië ·
Tsjecho-Slowakije ·
Tunesië ·
Turkije ·
Uruguay ·
Verenigde Staten ·
Wales ·
Wit-Rusland ·
Zuid-Afrika ·
Zuid-Korea ·
Zweden ·
Zwitserland
Albanië (2016) ·
Argentinië (2018) ·
Argentinië (2022) ·
Australië (2018) · 
België (1904) · 
België (2018) · 
Brazilië (1998) · 
Brazilië (2006) · 
Denemarken (2002) · 
Denemarken (2018) ·
Duitsland (2014) · 
Duitsland (2021) · 
Ecuador (2014) · 
Engeland (1982) · 
Engeland (2012) · 
Engeland (2022) ·
Honduras (2014) · 
Hongarije (2021) · 
Italië (2000) · 
Italië (2006) · 
Italië (2008) · 
Japan (2001) · 
Kameroen (2003) · 
Koeweit (1982) · 
Kroatië (2018) · 
Marokko (2022) ·
Mexico (2010) · 
Nederland (2008) · 
Nigeria (2014) ·
Noord-Ierland (1982) · 
Oekraïne (2012) · 
Oostenrijk (1982) · 
Peru (2018) · 
Polen (1982) · 
Polen (2022) ·
Portugal (2006) · 
Portugal (2016) ·
Portugal (2021) ·
Roemenië (2008) ·
Roemenië (2016) ·
Senegal (2002) · 
Spanje (1984) ·
Spanje (2006) ·
Spanje (2012) ·
Spanje (2021) ·
Togo (2006) ·
Tsjecho-Slowakije (1982) ·
Uruguay (2002) ·
Uruguay (2010) ·
Uruguay (2018) ·
Zuid-Afrika (2010) ·
Zuid-Korea (2006) ·
Zweden (2012) ·
Zwitserland (2006) ·
Zwitserland (2014) ·
Zwitserland (2016) ·
Zwitserland (2021)
België · Bulgarije · Denemarken · Duitsland · Engeland · Estland · Finland · Frankrijk · Griekenland · Hongarije · Ierland · Italië · Joegoslavië · Letland · Litouwen · Luxemburg · Nederland · Noord-Ierland · Noorwegen · Oostenrijk · Polen · Portugal · Roemenië · Schotland · Sovjet-Unie · Spanje · Tsjecho-Slowakije · Turkije · Wales · Zweden · Zwitserland